# 災害関連死
災害関連死（さいがいかんれんし、英語: disaster-related death）とは、災害による直接の被害ではなく、避難途中や避難後に死亡した者の死因について、災害との因果関係が認められるものである。
現在の日本においては、自然災害の被害に遭い、災害弔慰金の支給対象となる場合を指すことが多い。また、自然災害の種類は風水害や雪害、震災（地震、津波）、噴火など様々なものがあるが、震災にともなうものを特に震災関連死（しんさいかんれんし）と呼ぶ。

## 概要
直接死も含め、災害弔慰金の支給は法律に基づく条例によって行われ、申請された後に審査が必要な場合は、国ではなく各市区町村が設置する機関が行う。具体的には行政の担当者に医師や弁護士などの専門家が参加した委員会が立ち上げられ、死亡診断書・死体検案書の調査や家族・周辺住民などへの聞き取りなどを行い、持病の有無、治療ができる環境にあったか、被災者に何らかの落ち度は無かったかどうかなどを勘案し、因果関係について判断を下す。
死因としては心臓病や脳血管障害、肺炎などの呼吸不全が多いが、他にも幅広い事例が災害関連死として認められている（具体例参照）。これは、弔慰金と名付けられてはいるものの、労災保険金などとは違い、実際は被災者救済を目的としているためである。しかし、認定の審査やその結果についての課題も多い。

## 沿革
災害関連死の概念は、1995年に発生した阪神・淡路大震災において生まれた。元々は病院関係者の間では「関連疾患」もしくは「関連疾病」と呼ばれていた。当時の厚生省が「震災と相当な因果関係があると災害弔慰金判定委員会等において認定された死者」との認識を示したことにより、初めて公的に認められた。行政上は「災害弔慰金の追加申請が認定された」という意味合いの「認定死」と呼ばれることもあったが、統計上警察による検視を受けた「直接死」と区別するため、「関連死」という呼び方が定着した。
阪神・淡路大震災の審査では医学的な見地からの相関関係と因果関係が重視されたことが被災者にとって不利に働き、申請のうち半数程度しか認められなかった。2004年の新潟県中越地震では、災害発生時のエコノミークラス症候群などについて医学会でも報告されるようになった。
2011年の東日本大震災発生後、2012年に復興庁は「災害関連死とは、（東日本大震災による）負傷の悪化などにより死亡し、災害弔慰金の支給等に関する法律に基づき、当該災害弔慰金の支給対象となった者」と再定義した。また、因果関係についても見直され、法学的な相当因果関係が認められればよいとされた。
しかし、実務的に「どういった場合に支給対象となるのか」という点についての、個別具体的な判断基準は依然として不明であるため、自治体や弁護士団体などは、国に新たな基準を設けるよう求めている。これに対して、国は「立法の精神では各自治体が柔軟に判断することが求められている」という立場で見解の相違があり、目立った進展は見られないのが現状である。

## 審査・認定
原則的に自然災害によるものが災害関連死とされているが、東北地方太平洋沖地震にともない発生した福島第一原子力発電所事故からの避難途中または避難後に死亡した場合も、因果関係が認められれば関連死として扱われる場合がある。

### 長岡基準
新潟県中越地震では、長岡市が阪神・淡路大震災で神戸市が作成した内規を参考に、「地震から1週間以内の死亡は関連死で、1か月以内ならその可能性が高い。それ以降の場合は可能性は低く、6か月以降であれば関連死ではない」との認識を示した。また、厚生労働省もこれを「長岡基準」として追認し、東日本大震災発生時には他の自治体に「参考例」として紹介した。
しかし、復興庁が行った東日本大震災の関連死に関する調査では、震災発生後1か月以内が1,156人、1か月以上1年以内が1,480人、1年以上でも280人と、6か月を過ぎても関連死と認められるケースは少なくない。これは関連死として認められた事案でおよそ半数を占める福島県では、福島第一原子力発電所事故の被災者が多かったため、長岡基準を重視しなかった結果だとされている。実際に、審査委員会が開かれた申請のうち、福島県では申請件数全体の認定率が84%、認定された件数に占める6か月以降に申請されたものが38%であったことに対し、宮城県はそれぞれ75%と4%、岩手県が57%と12%となっており、特に6か月以上経過した後の認定率で顕著な差がみられる。
そのため、2014年に日本弁護士連合会は「（長岡基準を参考にした市町村が）認定を極めて限定的に行っている」とし、国に向けて「時間の経過で一律に判断すべきではなく、自治体には再度制度について周知するとともに、あらゆる事例を公表し、新たな基準を策定すべき」とする宣言を発表した。

### 具体的な認定例
- 処方薬が摂取できなかったことによる持病の悪化
- ストレスによる身体の異常
- 不衛生な環境による体調の悪化
- 栄養不足や食欲不振による衰弱死
- 車中泊中の静脈血栓塞栓症（エコノミークラス症候群）
- 将来を悲観した自殺[注 2]
- 仮設住宅で孤独感にさいなまれ、過度の飲酒をしたことによる肝硬変
- 災害復旧作業中の過労死
- 地震による疲労が原因の事故死

## 審査に関する問題点

### 申請・審査結果による遺族の経済格差および心理面
自治体が把握していない被災者について、災害弔慰金の支給を受け関連死と認めてもらうためには、遺族側から申し立てる必要があるため、申請がないケースでも実際は関連死に相当するものがあったのではないかと指摘されている。また、時間が経つほど災害との関連性を明らかにすることが難しくなり、認められる可能性が低くなる（#長岡基準も参照）。
関連死と認められれば弔慰金に加えて適齢の遺子がいる場合は奨学金が下りるほか、統計でも災害の死者数に含まれ、慰霊式への出席ができ、慰霊碑が建てられる場合は名が刻まれる。これにより、遺族も「災害が原因で亡くなった」という一応の納得を得て踏ん切りがつくと想定される。しかし、認定を却下された場合支援や権利が無く経済的に大きな格差が生まれるほか、「なぜ関連死として認められないのか、災害が本当に影響しなかったのか」と精神的に悩み苦しむ遺族もおり、行政不服審査法による不服申し立てでも解決せず、最終的に裁判となるケースもある。

### 県への審査事務委託
市区町村は、大規模災害が発生して支給対象が多かったり人手が足らない場合、都道府県に審査事務を委託することもできる。しかし、実際に委託された時は市区町村が行った場合に比べ、一人当たりにかける時間が減っていたほか、地元の状況に詳しくない職員が対応に当たる可能性があり、「市区町村の自治事務として柔軟な対応が期待できる利点が無くなるのでは」として懸念されている。

### 審査と弔慰金支給額の公平性
現在の法律では、「条例の定めるところにより（中略）災害弔慰金の支給を行うことができる」「死亡者一人当たり五百万円を超えない範囲内で死亡者のその世帯における生計維持の状況等を勘案して政令で定める額以内」として、各市区町村に審査と支給の額が任されているが、現実的には審査のみが行われ、支給金は横並びでおもに生計を支える者が対象であれば500万円、それ以外なら半額の250万円となっている。そのため、「審査基準だけが異なるのは公平性から見て問題ではないか」という意見がある。
新潟県中越地震の際には「被災地全体による委員会を開くべき」という意見もあったが、国や県は「それには及ばない」と回答した。また、東日本大震災発生時には、宮城県・岩手県・福島県が共同で国に対して「統一基準を出してほしい」と求めたが、国は「柔軟な対応が出来なくなるおそれがある」として国としての基準は発表しなかった。ただし、福島県は「原発事故という特殊な事情があったため、結果的にだが全国一律の基準がなくて良かった」ともしている。

## 統計
| 発生日         | 災害名                           | 死者・行方不明者数 | 死者・行方不明者数 | 死者・行方不明者数 | 死者・行方不明者数 | 関連死の割合 ( C/(A+B+C) ) | 関連死の割合 ( C/(A+B+C) ) | 統計日                    | 出典・注釈                      |
| 発生日         | 災害名                           | 直接死 (A)         | 行方不明 (B)       | 関連死 (C)         | 合計 (A+B+C)       | 関連死の割合 ( C/(A+B+C) ) | 関連死の割合 ( C/(A+B+C) ) | 統計日                    | 出典・注釈                      |
| -------------- | -------------------------------- | ------------------ | ------------------ | ------------------ | ------------------ | -------------------------- | -------------------------- | ------------------------- | ------------------------------- |
| 1995年1月17日  | 阪神・淡路大震災 （兵庫県内分）  | 5,483              | 3                  | 919                | 6,405              | 14.3 %                     | 919 / 6,405                | 2005年12月22日            | [ 26 ] [ 27 ] [ 注 2 ] [ 注 4 ] |
| 2004年10月23日 | 新潟県中越地震                   | 16                 | 0                  | 52                 | 68                 | 76.5 %                     | 52 / 68                    | 2009年10月21日            | [ 4 ]                           |
| 2007年7月16日  | 新潟県中越沖地震                 | 11                 | 0                  | 4                  | 15                 | 26.7 %                     | 4 / 15                     | 2009年7月16日             | [ 29 ]                          |
| 2011年3月11日  | 東日本大震災                     | 15,899             | 2,525              | 3,775              | 22,199             | 17.0 %                     | 3,775 / 22,199             | 2020年3月7日 2021年3月9日 | [ 30 ] [ 31 ]                   |
| 2011年3月12日  | 長野県北部地震                   | 0                  | 0                  | 3                  | 3                  | 100.0 %                    | 3 / 3                      | 2012年10月1日             | [ 32 ]                          |
| 2011年9月      | 紀伊半島大水害 （紀伊半島3県計） | 66                 | 16                 | 6                  | 88                 | 6.8 %                      | 6 / 88                     | 2014年12月26日            | [ 33 ]                          |
| 2014年8月20日  | 広島土砂災害                     | 74                 | 0                  | 3                  | 77                 | 3.9 %                      | 3 / 77                     | 2016年6月22日             | [ 34 ]                          |
| 2016年4月14日  | 熊本地震                         | 50                 | 0                  | 218                | 273                | 79.9 %                     | 218 / 273                  | 2018年10月12日            | [ 35 ] [ 注 5 ]                 |
| 2024年1月1日   | 能登半島地震                     | 228                | 2                  | 417                | 647                | 64.5 %                     | 417 / 647                  | 2025年8月7日              | [ 36 ] [ 37 ]                   |

- 「行方不明」とは、消防庁により「当該災害が原因で所在不明となり、かつ死亡の疑いのあるもの」と定義されている[38]。
- 「統計日」は、公的機関による統計日、または、報道機関による報道日。上下に分かれている場合は、上段が直接死および行方不明、下段が関連死。
- 百分率では小数第二位を四捨五入。